# Rosie Stephenson-Goodknight
Rosie Stephenson-Goodknight, född 5 december 1953 i Nevada City i Kalifornien, är en amerikansk affärskvinna och wikipedian. Hon har bland annat arbetat för att motverka könsfördomar på Wikipedia, särskilt genom ett projekt för att skapa fler biografier om kvinnor.

## Biografi
Den 14 december 2017 var Goodknight hedersgäst vid ett evenemang där hon var värd för Israels ambassadör i Serbien, Alona Fisher-Kamm, för att fira 25 år av diplomatiska relationer mellan Serbien och Israel.
Den 29 maj 2018 erhöll Stephenson-Goodknight utmärkelsen Dame of the St. Sava Order of Diplomatic Pacifism ur den serbiska vice premiärministern och utrikesministern Ivica Dačićs hand, för sitt arbete på Wikipedia för att bevara serbernas minne under "hundra år sedan stora kriget". Hon nämndes särskilt för sitt bidrag till att bevara minnet av sin farfar, officeren David Albala.

## Priser och utmärkelser
- 2016 - Årets Wikimedian (tillsammans med Emily Temple-Wood)[8][9][10]
- 2018 - Dame of the St. Sava Order of Diplomatic Pacifism